# Hermann von Heinemann
Johann Franz Rudolph Hermann von Heinemann, född 1 mars 1812 i Helmstedt, Tyskland, död 18 december 1871 i Braunschweig, var en tysk entomolog och finansråd.

## Biografi
Heinemann kom från en familj av statstjänstemän. Hans farfar, Brunswicks överstelöjtnant Ernst Christoph Heinemann (1734–1785), förde in den kejserliga adeln i familjen 1781. Hans föräldrar var tingsrättsdirektör Friedrich Joachim von Heinemann (1770–1854) och hans hustru Charlotte, född Meinders (1785–1854). 
Heinemann gick på gymnasiet i Helmstedt och studerade juridik i Göttingen och Jena från 1833. Under sina studier blev han medlem av Burschenschaft Allemannia Göttingen 1831 och i Burschenschaft Arminia Jena 1832. Efter sina studier var han en tid arbetslös, eftersom han misstänktes för demagogiska aktiviteter som medlem av broderskapet. Under denna tid studerade han entomologi tills han antogs till den första och andra statliga juristexamen efter flera år. Han inledde en karriär som förvaltningsjurist, var praktikant och från 1844 tullsekreterare i Tull- och skatteförvaltningen i Braunschweig. År 1851 blev han assessor och 1854 skatteråd. 
Från början samlade han främst skalbaggar, men från 1840-talet alltmer fjärilar. Han beskrev först några små fjärilar som Prays ruficeps (som Oecophora ruficeps). Från 1858 publicerade han en monografi om Tysklands fjärilar, varav volymerna om små fjärilar blev betydelsefulla. Verket slutfördes av Maximilian Ferdinand Wocke baserat på Heinemanns avteckningar. Han studerade i synnerhet malar och väckte också internationell uppmärksamhet med en ny systematik och beskrivning av släktet Nepticula.
Heinemans samling av små fjärilar köptes av Provinzialmuseum Hannover (idag Niedersächsisches Landesmuseum Hannover). Hans samling av stora fjärilar har tyvärr gått förlorad.